# لیگ برتر فوتبال لتونی
 لیگ برتر فوتبال لتونی (به لتونیایی: Virslīga) معتبرترین لیگ فوتبال در کشور لتونی است که از سال ۱۹۲۷ تاکنون برگزار می‌شود. این لیگ از ۱۰ تیم که از سراسر کشور لتونی در آن شرکت می‌کنند برگزار می‌شود.
باشگاه فوتبال اسکونتو با ۱۵ قهرمانی پرافتخارترین تیم این سری مسابقات به حساب می‌آید.

## پرافتخارترین باشگاه‌ها
| باشگاه           | قهرمانی |
| ---------------- | ------- |
| اسکونتو          | ۱۵      |
| لیپایاس متالورگس | ۱۱      |
| ریگا اف‌کی        | ۸       |
| الیمپیا لیپایا   | ۷       |
| اف‌کی ای‌سی‌کی      | ۶       |
| اف‌کی وی‌ئی‌اف ریگا | ۶       |
| ونتسپیلس         | ۶       |